# 24 décembre 1964
Le jeudi 24 décembre 1964 est le 359e jour de l'année 1964.

## Naissances
- Christophe Miossec, chanteur français
- Francesco Saverio Romano, politicien italien
- Georges Foveau, journaliste et écrivain français
- Hubert de Malherbe, designer français
- Jean-Paul Civeyrac, réalisateur français
- Mark Valley, acteur américain
- Thierry Favier, musicologue français
- Valérie Payet, animatrice de télévision et de radio française

## Décès
- Badr Shakir al-Sayyab (né le 24 décembre 1926), poète et traducteur irakien
- Claudia Jones (née le 15 février 1915), journaliste et féministe trinidadienne

## Événements
- Attentat de l'hôtel Brink